# The Signature at MGM Grand
Le Signature at MGM Grand est un condo-hôtel de Las Vegas.

## Signature: un condo-hôtel
Les MGM Signature sont troistours, appartenant à la MGM Mirage. Signature est un condo-hôtel, c'est-à-dire une tour qui offre à la fois un service hôtelier et des appartements traditionnels. Ces appartements peuvent être achetés et/ou vendus par des particuliers. Ces appartements peuvent constituer une résidence secondaire ou principale.
Les propriétaires de ces appartements peuvent disposer à tous moments des commodités du MGM Grand Las Vegas (restaurants, bars, casino, spectacles, etc.)

## Description
Les Signature sont trois tours (nommées A, B et C) de 145 m de haut chacune, toutes les trois étant des condo-hôtels.
Les tours sont situées au nord du MGM Grand. 

## Histoire
Les deux premières tours, les A et B, ont été inaugurées au cours de l'année 2006, la troisième (la C) sera inaugurée mi-2007.

## Les services de l’hôtel

### Les chambres
L’hôtel compte 6852 chambres et suites dont celles du MGM Grand
| - Signature Deluxe Suite - Signature Balcony Deluxe Suite |  | - Signature One Bedroom Balcony Suite - Signature Two Bedroom Balcony Suite |

### Les restaurants
| - Delights - In-Suite Dining - The Lounge |  | - Starbucks - Mgm Grand Restaurants |